# Tsiafajavona Ankaratra
Tsiafajavona Ankaratra – gmina na Madagaskarze, w regionie Vakinankaratra, w dystrykcie Ambatolampy. W 2001 roku zamieszkana była przez 15 496 osób. Siedzibę administracyjną stanowi miejscowość Tsiafajavona Ankaratra.